# قطر (هندسة)

قطر المكعب

القُطْر في الرياضيات هو القطعة المستقيمة الواصلة بين رأسين غير متتاليين في المضلعات أما في متعددات الوجوه، فيسمى بالقطر الثلاثي، وهو القطعة المستقيمة الواصلة بين رأسين غير متتاليين لا يشتركان بوجه.
يتقاطع القطران في متوازي الأضلاع والمستطيل والمعين والمربع وفي الحدأة والمعين والمربع يتعامدان. أما في المستطيل والمربع وشبه المنحرف المتساوي الساقين فيتساوي القطران.

## طالع أيضًا
- عامد
- حافة (هندسة)